# Inspectie Cultuurbezit
De Inspectie Cultuurbezit was de rijksinspectie in Nederland die in 1993 was ingesteld met het doel toezicht te houden op het beheer en behoud van de collecties van verzelfstandigde rijksmusea. De inspectie viel onder het Ministerie van Onderwijs, Cultuur en Wetenschap.
Bij de fusie per 1 november 2005 maakt de Inspectie Cultuurbezit deel uit van de Inspectie Overheidsinformatie en Erfgoed (voorheen Erfgoedinspectie).